# Јанг Дилан Тајлера Перија
Јанг Дилан Тајлера Перија је америчка комична телевизијска серија коју је створио Тајлер Пери, имала је премијеру Никелодиону 29. фебруара, 2020. У серији глуме Дилан Глимер, Селина Смит, Хиро Хантер, Џет Милер, Миеко Хилман, Алома Лесли Рајт, и Карл Ентони Пејн, II.

## Радња
Млади Дилан је аспиративни хип-хоп уметник. Кад му се мајка једног дана не врати кући, његова бака Виола га усели код његовог ујака Мајлса и тетке Јасмин да би имао родитељске фигуре у свом животу. Његов стил се судара са стилом Мајлсове породице.

## Ликови

### Главни
- Дилан Глимер као Млади Дилан, аспиративни хип-хоп уметник
- Селина Смит као Ребека, старија рођака Младог Дилана и Чарлијева старија сестра
- Хиро Хантер као Чарли, рођак Младог Дилана
- Џет Милер као Бетани, Ребекина најбоља другарица и симпатија Младог Дилана.
- Миеко Хилман као Јасмин, ујна Младог Дилана, Чарлијева и Ребекина мајка, и Мајлсова жена.
- Алома Лесли Рајт као Виола, бака Младог Дилана, Чарлија и Ребеке, Мајлсова мајка, и Јасминина свекрва
- Карл Ентони Пејн, II као Мајлс Вилсон, ујак Младог Дилана, Чарлијев и Ребекин отац, и Виолин син

### Понављајући
- Родни Хобс / Родни Џеј. Хобс као Директор Метјус
- Самјуел Герген као Будер

### Значајне гостујуће звезде
- Ди-џеј Халед као он сам
- Ченс Репер као он сам

## Улоге
| Улога                   | Глумац/ица           | Српски глас                                |
| ----------------------- | -------------------- | ------------------------------------------ |
| Млади Дилан             | Дилан Глимер         | Симон Јегоровић (С1-2) Марко Јакшић (С3-4) |
| Чарли Вилсон            | Хиро Хантер          | Виктор Мајер                               |
| Ребека Вилсон           | Селина Смит          | Ивона Аливојводић (С1-3) Јована Васић (С4) |
| Јасмин Вислон           | Миеко Хиллман        | Маријана Живановић                         |
| Мајлс Вислон            | Карл Ентони Пејн, II | Милан Тубић                                |
| Виола Вислон            | Алома Лесли Рајт     | Сања Пешић                                 |
| Дарлин Вилсон           | Надег Аугуст         | Софија Јуричан                             |
| Бетани                  | Џет Милер            | Мина Ивановић                              |
| Зури                    | Тристан Ли Грифин    | Данко Ђорђевић                             |
| Будер                   | Самјуел Герген       | Лазар Перишић                              |
| Абигејл                 | Мила Харис           | Јана Пауновић                              |
| Кристијан               | Рајдер Данкан        | Алекса Станиловић                          |
| Директор Престон Метјуз | Родни Џеј. Хобс      | Милош Ђуричић                              |
| Гђа Милс                | Џули Дав             | Снежана Нешковић                           |
| Тренер Харис            | Морис Г. Смит        | Милош Ђуричић                              |
| Гђица Холт              | Лорен Бугљоли        |                                            |
| Гђа Витакер             | Ешли Леконт Кембел   | Снежана Нешковић                           |
| Ромео                   | Ентони Е. Вилијамс   | Немања Живковић                            |
| Г. Калоу                | Тејтум Шанк          | Милош Ђуричић                              |
| Родитељ #1              | Кимберли Ен Класик   | Марија Стокић                              |
| Родитељ #2              | Пејси Лиз Вокер      | Александра Хлишћ                           |
| Родитељ #3              | Ракеш Госејн         | Милан Тубић                                |